# Banco oceânico
Um Banco oceânico é uma parte do mar que é rasa em comparação às áreas circundantes, como uma barra ou o topo de um monte submarino. Um pouco semelhantes às taludes continentais, os declives de bancos oceânicos podem aflorar quando são interceptados por fluxos como os de maré, resultando às vezes em ricas correntes de nutrientes. Em decorrência disso, alguns de grande relevância, como os Grandes Bancos, estão entre as áreas mais ricas biologicamente do mundo.